# Hebei Airlines
Hebei Airlines (河北航空公司 Héběi Hángkōng gōngsī) es una aerolínea china con sede corporativa en Shijiazhuang, Hebei. Su base principal es el Aeropuerto Internacional de Shijiazhuang.

## Historia
La aerolínea era conocida anteriormente como Northeast Airlines; fue renombrada a Hebei Airlines en 2010. Comenzó sus operaciones el 29 de junio de 2010.

## Flota

### Flota Actual
La flota de Hebei Airlines incluye las siguientes aeronaves, con una edad media de 8.5 años (mayo de 2023):